# Hermann Linke

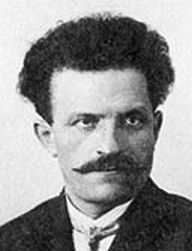
Hermann Linke

Gustav Hermann Linke (* 6. Oktober 1866 in Großschönau; † 13. Juli 1925 in Pulsnitz) war ein deutscher Gewerkschafter und Politiker (SPD). Er war Mitglied des Landtages des Königreichs Sachsen und der Sächsischen Volkskammer.

## Leben
Linke, Sohn eines Damastwebers, besuchte die Volksschule und absolvierte anschließend  eine Lehre zum Weber. Linke arbeitete bis 1906 in der Textilindustrie. Seit 1893 war er gewerkschaftlich organisiert. Von 1901 bis 1906 war Linke Vorstandsmitglied der Filiale des Textilarbeiterverbandes, von Oktober 1906 bis 1910 wirkte er als Gauleiter des Textilarbeiterverbandes in Neugersdorf und dann von 1910 bis 1920 als Geschäftsführer des Textilarbeiterverbandes in Pulsnitz. 1914 war er zudem Vorstandsmitglied des Gewerkschaftskartells in Pulsnitz. 
Von 1898 bis 1906 war Linke Mitglied des Gemeinderates von Großschönau. Von 1902 bis 1906 fungierte er als Vorsitzender der SPD in Großschönau. Von 1909 bis 1920 gehörte Linke als Abgeordneter dem Sächsischen Landtag (jeweils gewählt im 6. ländlichen Wahlkreis) bzw. der Sächsischen Volkskammer an.